# Penumbra (banda)
Penumbra é uma banda de metal gótico e metal sinfônico formada em 1996 na França.

## História

### Primeiros anos (1996 - 1997)
A história dessa banda francesa começou quando Dorian e Jarlaath se conheceram após assistirem a um concerto de música clássica em 1996. Assim, perceberam que havia uma imensa similaridade musical entre eles. Por exemplo, ambos concordavam que o metal deveria sofrer influência clássica e não podia limitar-se aos vocais urrados e riffs repetitivos. Porém, até aquele momento não havia bandas que seguissem este conceito.
Pouco tempo depois, os jovens músicos se reuniram e realizaram um ensaio, contando com a presença de um soprano e um teclado. Jarlaath também inseriu o oboé. O ensaio foi tão bem sucedido que eles decidiram criar a banda Imperatória. Porém, em novembro de 1996, houve uma divisão. Jarlaath, Dorian e Herr Rikk se uniram a outros três músicos e fundaram o Penumbra.
A primeira apresentação ao vivo ocorreu no Festival da Universidade de St. Denis, onde tocaram apenas bandas de metal. O público se entusiasmou e aclamou os novatos. Assim, foram convidados a tocar com a banda francesa de metal Misanthrope. Novamente a repercussão foi positiva. O respeito e o espaço foram sendo conquistados aos poucos. A banda também percebeu que o aspecto visual das apresentações exercia um papel muito importante. A partir deste momento, investiram em artigos teatrais como fantasias e pirotecnia.

### Emanate e shows pela Europa (1997 - 1999)
Em 1997, o Penumbra gravou sua primeira demo intitulada Falling Into My Soul, que obteve um ótimo retorno e abriu as portas para que no verão do ano seguinte, iniciassem as gravações do álbum Emanate. Nesse período, Benedicte deixou a banda para ingressar no Misanthrope, em seu lugar chegou Zoltan (teclados). David (irmão de Herr Rikk), substitui Nicolas que foi convidado pelo Forest of Souls; além de outros integrantes que também foram substituídos. 
As faixas que compõem Emanate foram arranjadas com o auxílio de dois sopranos e um barítono: Medusa, Elise e Aramis. Após o lançamento em 1999, segue-se a divulgação do álbum com apresentações pela França e Suíça.

### The Last Bewitchment, mudanças de line-up e turnê (2001 - 2002)
No ano de 2001, Scyllia deixa o Penumbra para seguir em projetos paralelos; além de Hekchen e Aldric. O baterista Garlic e o guitarrista e vocalista Agone ingressam na banda. Nos meses de abril e maio iniciam-se as gravações do segundo trabalho: The Last Bewitchment.
Este álbum só foi concluído no final do mesmo ano, e logo após, Medusa também deixa a banda alegando razões pessoais. The Last Bewitchment contou com o apoio do renomado Terje Refsnes, produtor de artistas como The Sins of Thy Beloved e Tristania. Além de dois violinos, uma viola, um violoncelo e um coral composto por sete vozes.
No início de 2002, a cantora lírica Kyrsten ingressa no Penumbra. A banda retoma as apresentações ao vivo, desta vez com a participação da convidada Stephanie. Neste período foram realizadas apresentações na Holanda e na França, ao lado do Within Temptation.

### Seclusion, turnê e mais mudanças de line-up (2003 - 2007)
O terceiro trabalho intitulado Seclusion foi lançado em 2003. Desta vez com Anita Covelli nos vocais, o álbum dá continuidade ao anterior e conclui a trilogia iniciada com Emanate. Seclusion caracteriza-se através das guitarras consistentes; além dos ricos arranjos de cordas e sopros. A faixa Hope traz uma atmosfera gótica, intensificada em Conception e Enclosed. 
Durante esse tempo, o baterista Garlic deixou a banda e foi substituído por Arathelis. No mesmo ano e após as gravações, Dorian também deixa a banda e a vocalista Anitta Covelli tem um bebê, impossibilitando sua permanência para fazer shows e promover o disco. 
No ano seguinte, dois novos integrantes se juntam à banda, são eles o guitarrista Loïc e a vocalista Lyrissa, a partir daí começam os shows do disco Seclusion ao lado de grandes nomes como Moonspell e Apocalyptica. 
Em 2006, Lyrissa anuncia sua saída da banda e em seu lugar entra Asphodel, nesse meio tempo anunciam que estão procurando uma nova gravadora para lançar seu próximo disco. 

### Novas músicas e separação (2007- 2010)
Para a surpresa dos fãs, algumas demos de músicas novas foram gravadas no ano de 2007 e postadas no Myspace, foram elas: Avalon, Eerie Shelter e Cheron, apresentando a nova vocalista Asphodel e reforçando as expectativas de um novo disco. 
No entanto, aos poucos o grupo sumiu das redes sociais e encerrou suas atividades em 2010. 

### Era 4.0, o retorno e nova vocalista (2015 - presente)
Após um período de hiato os integrantes se reúnem novamente e em 2015 lançam o quarto disco de estúdio intitulado Era 4.0. No novo material exploram uma sonoridade mais moderna e pesada, se aproximando do metal industrial, deixando para trás as influências de música clássica. Alguns shows são agendados pela Europa para apresentar as novas composições. 
No ano de 2018 Asphodel deixa o Penumbra e é substituída por Valérie Chantraine, no mesmo ano divulgam o vídeo da nova música "Aïon". A faixa resgata influências da sonoridade mais antiga e traz a estreia da nova vocalista. A banda agenda uma apresentação na cidade de Douai e registra a performance que foi marcada por músicas de toda a carreira. 
Em outubro de 2021, retornam de mais uma pausa, dessa vez por conta da pandemia do covid-19, fazem uma apresentação ao lado da banda francesa Misanthrope e lança pela primeira vez um registro de um show ao vivo, o Blu-ray Live in Douai traz a apresentação de 2018 na cidade francesa.
Uma campanha de crowdfunding para o lançamento do próximo disco de estúdio surge em novembro de 2022, alguns meses depois a banda anuncia a parceria com o selo M&O Music para promover o novo disco intitulado Eden.
Em abril de 2023, lançam o quinto disco Eden, o trabalho traz 8 músicas e a faixa bônus "Aïon", inicialmente lançada em 2018. As composições conseguem equilibrar as diversas influências da carreira, com elementos mais clássicos, modernos e o peso do heavy metal.

## Integrantes
- Valérie - vocal
- Jarlaath - vocal
- Neo - guitarra
- Loic - guitarra
- Agone - baixo
- Arathelis - bateria

## Integrantes anteriores:
- Ohra (2002) - vocal
- Anitta Covelli (2003) - vocal
- Lyrissa (2004-2006) - vocal
- Asphodel (2006 - 2018) - vocal
- Herr Rikk (1996-1999) - bateria (ex-Temple of Baal, Nydvind)
- Bénédicte (1996-1998) - teclado (ex-Misanthrope)
- Nicolas (1996-1998) - baixo (ex-Forest of Souls)
- David (1998-1999) - baixo (irmão de Herr Rikk)
- Scyllia (1998-2001) - vocal
- Medusa (1999-2001) - vocal
- Hekchen (1999) - bateria
- Aldric (1999-2001) - baixo
- Krysten - vocal
- Dorian - guitarra
- Zoltan - teclados
- Garlic (2001-2003) - bateria
- Lyrissa (2004-2006) - vocal

## Discografia
- Falling Into My Soul (1997)
- Emanate (1999)
- The Last Bewitchment (2002)
- Seclusion (2003)
- Era 4.0 (2015)
- Eden (2023)